# Izba Tradycji Ziemi Strzegomskiej w Strzegomiu
Izba Tradycji Ziemi Strzegomskiej w Strzegomiu – placówka muzealna z siedzibą w Strzegomiu. Izba jest miejską jednostką organizacyjną, działającą przy Centrum Aktywności Społecznej „Karmel”, funkcjonującego w ramach Strzegomskiego Centrum Kultury. Siedzibą muzeum jest pochodzący z XVII wieku budynek dawnego klasztoru pokarmelitańskiego.

## Historia Placówki

### Stary Budynek
Pierwsza placówka muzealna w Strzegomiu została otwarta w 1989 roku. Muzeum Ziemi Strzegomskiej zostało utworzone przez Towarzystwo Przyjaciół Ziemi Strzegomskiej i mieściło się w XV-wiecznym, poewangelickim kościele przy ul. Kościuszki 4. Placówka działała do 1997 roku, tj. do ponownego poświęcenia kościoła i ustanowienia parafii Najświętszego Zbawiciela Świata i Matki Bożej Szkaplerznej.

### Ponowne otwarcie
Izba została otwarta w 2013 roku w ramach obchodów Święta Granitu Strzegomskiego. Wiele z prezentowanych w niej eksponatów zostało przekazanych przez prywatnych kolekcjonerów. W zbiorach izby znajdują się m.in. minerały, skamieliny, pamiątki związane z historią Strzegomia i okolic (dokumenty, gazety, przedmioty codziennego użytku, numizmaty) oraz zabytki techniki (m.in. pierwsza strzegomska centrala telefoniczna oraz dalekopis). Do najcenniejszych eksponatów należą: pochodząca z 1234 roku pieczęć kanonika wrocławskiego oraz kolekcja porcelany strzegomskiej, pochodząca z nieistniejącego już zakładu w Stanowicach. Ponadto w izbie organizowane są wystawy czasowe (malarstwo, grafika).
Muzeum jest placówką całoroczną, czynną w dni robocze.